# 改良型重水炉
改良型重水炉 (Advanced heavy-water reactor, AHWR) はインドで開発中の次世代型原子炉で、燃料としてトリウムを利用するという特徴がある。インドの3段階核燃料サイクル計画において、第3段階に位置づけられている。この段階では、2016年に出力300MWの原型炉の建設を開始することを目標としている。改良型重水炉は次世代型原子炉の要件を満たし得る数少ない炉型の1つとなっており、様々な国際フォーラムで取り上げられている。

## 背景
バーバ原子力研究所(BARC)は改良型重水炉の設計・開発を進めるため大規模な施設を保有している。これらは材料工学、核心装置、原子炉物理、安全性解析など広い分野に及び、施設のいくつかには実験炉が設置されている。改良型重水炉は圧力管型で、インド政府原子力省から将来にわたる設計・開発費の拠出を受けて開発が進められている。新しい設計ではより包括的な安全要求を満足するとされている。インドは豊富なトリウム資源を有することから改良型重水炉を基幹炉として継続的に運用するとしている。

## 動機
トリウムは地殻における存在度が比較的大きく、クラーク数では38位(12ppm)と、同じく53位のウラン(4ppm)よりも3倍ほど多い。このため、資源枯渇の懸念がウランよりも小さいことが大きな利点である。現在のところトリウムの産地や確認埋蔵量は限られているが、これはトリウムの需要が少ないため資源探査があまり行われていないためである。
インドが改良型重水炉の開発やトリウム燃料サイクルの実用化を積極的に推進しているのは、インド国内に大規模なモナズ石鉱床が存在しておりトリウム資源が豊富であるため、エネルギー安全保障上極めて有利となるからである。
また、ウランと異なり、天然に産するトリウムはほぼ100%トリウム232であるため、同位体の分離濃縮が不要であることもメリットとなる。

## 設計
現在提案されている改良型重水炉の設計は重水減速型で、次世代型の重水炉となる。インドのムンバイにあるバーバ原子力研究所で開発が進められており、トリウム燃料サイクルを商用発電炉において実用化することを目標としている。改良型重水炉は垂直圧力管型沸騰軽水冷却炉で、自然循環による冷却を採用している。設計上の特徴として、一次系格納容器の上に設置された重力駆動冷却プール(gravity-driven water pool, GDWP)と呼ばれる巨大なタンクが挙げられる。これにより様々な受動安全機能を実現している。
AHWRは全体として大量のトリウムおよびトリウム燃料サイクルを採用する設計となっている。改良型重水炉は加圧重水炉(PHWR)によく似ており、圧力管およびカランドリア管を備えるという共通点があるが、加圧重水炉ではこれらが水平に置かれているのに対して改良型重水炉では垂直に置かれている。改良型重水炉の炉心は全長3.5mで、各辺225mmの正方格子が513個設けられている。炉心の燃焼領域は放射状に3つに分割されており、燃焼領域は炉心外周に向かうに従って小さくなるようになっている。燃料は513個の格子のうち452個に装荷されており、残りの37個の格子には停止用制御棒からなるシャットダウンシステム1が収められている。37体の停止用制御棒のうち24体が反応度制御に割り当てられており、8体が吸収用制御棒(absorber rod, AR)、8体が粗調整用制御棒(shim rod, SR)、8体が微調整用制御棒(regulating rod, RR)である。炉心で発生した熱は7MPaに加圧された軽水が沸騰することで除去される。このモデルの主目的は、ある程度の精度をもって炉心における全出力と粗い空間における出力分布を得ることに置かれている。
原子炉の設計はインドの加圧重水炉において実証されたものを含む高度な技術、例えば圧力管型設計そのものや低圧減速材、運転中の燃料交換や多様な即応型シャットダウン機構、炉心周囲の低温ヒートシンクの利用可能性などを含んでいる。また、改良型重水炉はさまざまな受動安全機能を備えており、例えば自然循環を用いた炉心の熱除去や、非常用炉心冷却装置から燃料への直接注水、原子炉直上の重力駆動冷却プール(GDWP)に蓄えられたホウ酸水による炉心からの継続的な崩壊熱除去が可能になっている。非常用炉心冷却装置からの注水および格納容器の冷却により、能動安全系や運転員の関与なしに原子炉スクラムを行うことができる。
改良型重水炉の原子炉物理はトリウム燃料に最適化されており、負のボイド係数を実現している。これらの要件は、PuO2-ThO2系とThO2-233UO2系の異なるMOX燃料棒を同じ燃料集合体に収め、さらに減速材として燃料集合体に内蔵した非晶質炭素と重水を80：20の容積比で用いることによって実現された。
この炉心構成は非晶質炭素系中性子反射材を使用しないため、原子炉構造そのものを変更することなく極めて柔軟に構成を変更することができ、実現可能性が高いものとなっている(訳注：一般的に反射材は炉心外周部に設置するため、炉心の規模は反射材の配置により制約を受ける)。

## 核燃料サイクル
改良型重水炉は原理上核毒を容易に除去できるため、標準構成でも閉じた核燃料サイクルが実現できる。このため、改良型重水炉には多様な核燃料サイクルを実現する代替燃料の選択肢があり、閉サイクルもワンススルーも実現できる。改良型重水炉はトリウム燃料を高い燃焼度で利用することを第一義にしており、使用済み燃料を再処理して回収したトリウムは再び改良型重水炉に戻され、プルトニウムは高速増殖炉で利用するために貯蔵される。
インド政府が構想している3段階核燃料サイクルは以下の通りである。
第1段階ウラン燃料を国内で生産し、それを使用する重水炉を建設して発電およびプルトニウム生産を行う。これはカナダからCANDU炉の技術導入を行ったことで達成され、発電用原子炉技術とプルトニウム再処理技術を確立している。
第2段階得られたプルトニウムを使用する高速増殖炉を建設して発電およびプルトニウム増殖を行うとともに、高速増殖炉に国産トリウムを用いた燃料ブランケットを設置して中性子照射することで新たな燃料物質であるウラン233を生産する。現在はこの段階の途中である。
第3段階ウラン233を使用する増殖炉（改良型重水炉または加速器駆動未臨界炉(ADS)）を建設し、発電とウラン233の生産を進め、トリウム燃料サイクルを確立する。

## 将来計画
インド政府は2013年8月29日に建設場所は未定としながらも出力300MWの改良型重水炉を建設する方針を発表したが、2015年末の時点で建設場所は発表されていない。

## 安全面における革新
チェルノブイリ原子力発電所や福島第一原子力発電所での炉心溶融事故を受けて、発電所の建設および維持管理の改善が強く求められるようになった。これらの事故は原子炉建屋の貧弱な封じ込め構造によるものであり、国際原子力機関は再発防止のため原子力施設に関する諸手続きを強化することになった。炉心溶融事故において保安上の最優先項目は放射性物質の封じ込めであり、最も効果的かつ原子力施設で広く採用されている手法が深層防護である。改良型重水炉は放射性物質を炉心に封じ込めるために必要な運転規則および設備を備えることで深層防護を実現している。深層防護はヒューマンエラーや機器の誤動作による事故の可能性を低減するための運転規則も規定している。
深層防護のレベルは以下のように定められている。
|                    | 防護レベル | 目的                                                                           | 目的達成に必要な手段                                         | 関連するプラント状態                                       |
| ------------------ | ---------- | ------------------------------------------------------------------------------ | ------------------------------------------------------------ | ---------------------------------------------------------- |
| プラントの当初設計 | レベル 1   | 異常運転や故障の防止                                                           | 保守的設計及び建設・運転における高い品質                     | 通常運転                                                   |
| プラントの当初設計 | レベル 2   | 異常運転の制御及び故障の検知                                                   | 制御、制限及び防護系、並びにその他のサーベイランス特性       | 通常時の異常な過渡変化（AOO）                              |
| プラントの当初設計 | レベル 3   | 設計基準内への事故の制御                                                       | 工学的安全施設及び事故時手順                                 | 設計基準事故（想定単一起因事象）                           |
| 設計基準外         | レベル 4   | 事故の進展防止及びシビアアクシデントの影響緩和を含む、過酷なプラント状態の制御 | 補完的手段及び格納容器の防護を含めたアクシデントマネジメント | 多重故障 シビア・アクシデント（過酷事故） ［設計拡張状態］ |
| 緊急時計画         | レベル 5   | 放射性物質の大規模な放出による放射線影響の緩和                                 | サイト外の緊急時対応                                         |                                                            |

改良型重水炉はウランの使用量を低減してトリウムに置き換えることにより再生可能エネルギーの安全性に革新をもたらすものである。トリウムの原子力エネルギーを利用することで、地球上の石油・石炭・ウランを合わせたよりも多くのエネルギーを得ることができる。改良型重水炉は既存の原子炉より抜きん出た安全機能 － 炉心に組み込まれた冷却系による熱除去、複数用意されたシャットダウン機構、故障時に核毒を利用してシャットダウンするフェイルセーフ機構 － を備えている。核分裂の熱による高温・高圧は化学反応や核分裂そのものを加速するため、熱の蓄積を防ぐ取り組みが重要となる。改良型重水炉では反応度係数を負にし、炉心の出力密度と反応余裕度を低くすることおよび適切な材料を選択することで熱の蓄積が起きる可能性を低減している。